# AN/UYK-44
Der Computer mit der JETDS-Bezeichnung AN/UYK-44 ist ein Minicomputer in 16-Bit-Architektur, der ein Standardcomputer der United States Navy war. Er erfüllt den MIL-SPEC-Standard und wird sowohl auf Schiffen und U-Booten als auch an Land eingesetzt. Von 1980 bis 2000 wurden 2.500 Einheiten ausgeliefert.
Der AN/UYK-44 wurde als Nachfolger des Minicomputers AN/UYK-20 konzipiert. Er wurde zeitgleich mit dem AN/UYK-43 konzipiert, der als Mainframe-Computer Nachfolger des AN/UYK-7 wurde. Wie ihre Vorgänger sollten beide an Bord von Kriegsschiffen und in militärischen Einrichtungen komplexe Rechenaufgaben übernehmen und etwa das Naval Tactical Data System (NTDS) betreiben können.

## Technik
Das Konzept für die betreffende Rechnergeneration wurde von Ende 1978 bis März 1980 beim Naval Sea Systems Command (NAVSEA) der United States Navy erarbeitet. Der AN/UYK-44 sollte Abwärtskompatibilität zum AN/UYK-20 wahren: Softwareseitig in Bezug auf den Befehlssatz und hardwareseitig auf praktische Erfordernisse wie den Formfaktor, externe Signalleitungen, die Stromanschlüsse und die vorhandenen Befestigungssysteme. Der AN/UYK-44 sollte einen Arbeitsspeicher aus 2 Millionen Speicherstellen bei einer Wortbreite von 16 Bit besitzen (entspricht 4 Mebibyte). Der Vorgänger hatte 65000 Words  speichern können (entspricht 128 Kibibyte). Die Rechenleistung sollte auf das Doppelte steigen, um 900.000 taktische Anweisungen pro Sekunde verarbeiten zu können.
IBM und Sperry (vormals Sperry Univac) gewannen die Ausschreibung und stellten im September 1982 ihre Entwicklungsmodelle vor. NAVSEA vergab im Februar 1983 den Auftrag mit einer Laufzeit von fünf Jahren zum fixen Stückpreis an Sperry. Nach anfänglichen Problemen lief die Fertigung in der ersten Jahreshälfte 1984 hoch.

## Einsatz
Die AN/UYK-44 wurden für die Systemversionen Baseline 4 bis Baseline 6 Phase III des Aegis-Kampfsystems genutzt, so dass sie bei der jeweiligen Indienststellung auf den Schiffen der Ticonderoga-Klasse mit den Kennungen CG-65 bis CG-73 sowie der Arleigh-Burke-Klasse mit den Kennungen DDG-61 bis DDG-90 vorhanden waren. Bei späteren Modernisierungen wurden sie gegebenenfalls durch Commercial off-the-shelf-Komponenten ersetzt.